# Komediodramat

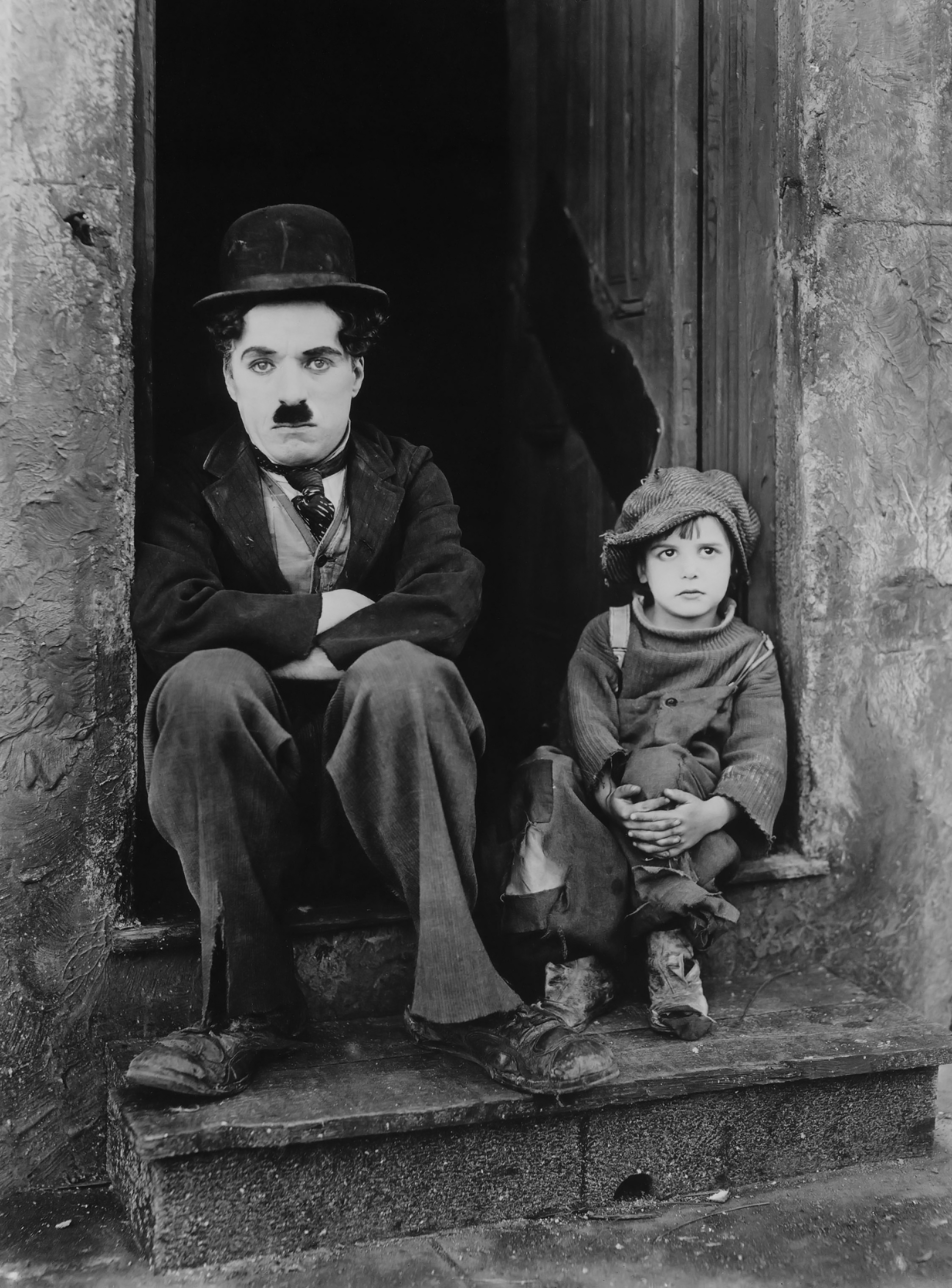
Scena z filmu Brzdąc z 1921 roku

Komediodramat, film tragikomiczny – utwór filmowy, który łączy w swej konstrukcji elementy dramatu, komedii, liryzmu i tragizmu, tworząc z nich zarazem komediową i dramatyczną wizję świata wywołującą zarówno śmiech, jak i współczucie widza.
Charakterystyczną cechą komediodramatu jest ton serio, różniący go od form czysto komediowych takich jak: burleska, groteska, farsa, parodia itp.
Przykłady komediodramatów:
- Psie życie – Charlie Chaplin (1918)
- Brzdąc – Charlie Chaplin (1921)
- Być albo nie być – Ernst Lubitsch (1942)
- Zezowate szczęście – Andrzej Munk (1960)
- Noce Cabirii – Federico Fellini (1957)
- Pali się moja panno – Miloš Forman (1967)
- Hannah i jej siostry – Woody Allen (1986)
- Forrest Gump – Robert Zemeckis (1994)
- Życie jest piękne – Roberto Benigni (1997)
- Patch Adams – Tom Shadyac (1998)
- Nietykalni – Olivier Nakache (2011)
- Dzień świra – Marek Koterski (2002)
- Tajemnica Filomeny – Stephen Frears (2013)
- Wesele – Wojciech Smarzowski (2004)